# Literatura ergodyczna
Literatura ergodyczna (stgr. έργο, érgo – praca, stgr. οδός, odós – ścieżka) – termin wprowadzony przez ludologa Espena Aarsetha w odniesieniu do tekstów literackich wymagających nietrywialnego wysiłku ze strony czytelnika, aby ich zawartość mogła zostać odczytana. Pojęcie literatury ergodycznej w literaturoznawstwie zdobyło rozgłos za sprawą pracy Aarsetha pod tytułem Cybertekst. Spojrzenie na literaturę ergodyczną z 1997 roku i zaistniało w parze z terminem cybertekstu obejmującym „każdy system, który zawiera w sobie pętlę informacyjnego sprzężenia zwrotnego”.
Literatura ergodyczna w ujęciu Aarsetha obejmuje teksty, których możliwości odczytania zależą od decyzji podejmowanych przez czytelnika. W związku z tym jest on uboższy o pewną partię tekstu, która schodzi w procesie odczytywania na dalszy plan i nie zostaje przez niego odkryta przy danym podejściu. Inne ryzyko związane z literaturą ergodyczną stanowi możliwość poniesienia porażki podczas konstruowania cybertekstu. Biorąc pod uwagę tę możliwość, odbiorca próbuje wpływać na opowiedzianą historię tak, aby mieć uczucie kontroli nad nią. Jako przykład literatury ergodycznej Aarseth podaje zarówno literaturę organiczną (na przykład chińską Księgę przemian i Sto tysięcy miliardów wierszy Raymonda Queneau, jak i nieorganiczną w postaci dokumentów elektronicznych, ze szczególnym uwzględnieniem gier komputerowych.
Zaproponowane przez Aarsetha pojęcie literatury ergodycznej przyjęło się w środowisku akademickim, a wprowadzająca je sama książka Cybertekst okazała się pracą fundamentalną dla rozwoju ludologii. Zdarzają się jednak głosy polemiczne co do zasadności terminu. Przykładowo filozof Grant Tavinor zwrócił uwagę na to, że stosowane przez Aarsetha pojęcie „ergodyczny” w istocie stanowi zamiennik zarzuconego przez niego określenia „interaktywny”.